# شیکاگو اکسپرس (کشتی)
شیکاگو اکسپرس (کشتی) (به انگلیسی: Chicago Express (ship)) یک کشتی است که طول آن ۳۳۶٫۱۹ متر (۱٬۱۰۳٫۰ فوت) می‌باشد. این کشتی در سال ۲۰۰۶ ساخته شد.